# شرایع‌الاسلام
شرائع الاسلام فی مسائل الحلال و الحرام با نام کوتاه شرائع الاسلام یا شرائع اثر ابوالقاسم نجم‌الدین جعفر بن حسن معروف به محقق حلی (۶۷۶–۶۰۲ ه‍.ق) کتابی است در مورد فقه امامیه که از زمان نگارش تاکنون (حدود ۷۵۰ سال) از مهم‌ترین کتاب‌های آموزشی فقهی در حوزه‌های علمیه شیعه به‌شمار می‌رود و موجب شده تا نویسندهٔ آن به صاحب شرائع معروف شود.

## شرح‌ها و حاشیه‌ها
به نوشته شیخ آقا بزرگ در الذریعه بیش از صد شرح و حاشیه بر شرائع نوشته شده که از مهم‌ترین آن‌ها می‌توان به موارد زیر اشاره کرد:
- مسالک الافهامِ شهید ثانی (۹۶۶ ق) در ۱۵ جلد
- مدارک الاحکامِ سید محمد عاملی (۹۴۶ ق) در ۸ جلد
- جواهرالکلامِ شیخ محمدحسن نجفی (۱۲۶۱ ق) در ۴۳ جلد
- مصباح الفقیهِ رضا همدانی (۱۳۲۲ ق) در ۱۴ جزء
- حقایق‌الفقه شیخ محمدرضا محقق تهرانی در بیش از ۵۰ جلد
- حاشیهٔ محقق کرکی (۹۴۰ ق)، حاشیه شهید ثانی در دو جلد
- حاشیه سید محمدمهدی بحرالعلوم (۱۲۱۲ ق)

از میان این‌ها جواهرالکلام فی شرح شرائع الاسلام‌ خود از کتاب‌های مرجع فقهی است. انصاری قمی هم در فصلنامهٔ مشکوة مشخصات ۱۰۴ شرح بر این کتاب را می‌نویسد که این به جز کتاب هایی‌ست که نام خاصی ندارند و فقط با عنوان شرح شرایع الاسلام شناخته می‌شوند. شرایع همچنین به زبان‌های انگلیسی، روسی، فرانسوی، ترکی و فارسی هم ترجمه شده است.
محقق حلی خلاصه‌ای از این کتاب را نیز با عنوان النافع فی مختصر الشرائع یا المختصر النافع فی مختصر الشرائع نگاشته است.

## بخش‌ها
شرائع در چهار کتاب عبادات، عقود، ایقاعات و احکام تقسیم می‌شود:
بخش عبادات شامل ۱۰ کتاب طهارت، صلاة، زکات، خمس، صوم، اعتکاف، حج، عمره، جهاد، امر به معروف و نهی از منکر است.
بخش عقود شامل ۱۵ کتاب تجارت، رهن، ضمان، صلح، مضاربه، مزارعه و مساقاة، ودیعه، عاریه، اجاره، وکالت، وقف، صدقات، هبات، سبق و رمایه، وصایا و نکاح است. کتاب‌های مفلس، حجر، شرکت، سکنی و حبس نیز در این بخش آورده شده است.
بخش ایقاعات از ۱۱ کتاب طلاق، خلع و مبارات، ظهار، ایلاء، لعان، عتق، تدبیر و مکاتبه و استیلاء، اقرار، جعاله، أیمان و نذر تشکیل شده است.
بخش احکام شامل ۱۲ کتاب صید، ذباحه، اطعمه و اشربه، غصب، شفعه، احیای موات، فرایض، قضا، شهادات، حدود و تعزیرات، قصاص و دیات است.

## قوانین ارث
در کتاب شرایع پیرامون ارث بردن مسلمان از کافر آمده است:
«مسلمان از کافر - چه ملی و چه مرتد - ارث می‌برد. اگر کافری بمیرد و چند وارث کافر و یک وارث مسلمان داشته باشد، میراث او برای وارث مسلمان است - هر چند که ولی نعمت یا ضامن جریره او باشد و وارثان کافر از او ارث نمی‌برند هر چند در نسب به او نزدیک تر باشند.»